# مجلس نواب أركنساس
مجلس نواب أركنساس (بالإنجليزية: Arkansas House of Representatives)‏ هو مجلس النواب التشريعي لولاية أركنساس الأمريكية، يقع المقر الرئيسي له في Arkansas State Capitol ‏، ويتكون من 100 مقعداً، وهو المجلس الأدنى في جمعية أركنساس العامة.

## طالع أيضًا
- جمعية أركنساس العامة